# Die Eisblumenfarm
Eisblumenfarm ist ein Kurzfilm von Dom Betz (2004) nach der Erzählung Sommerhaus, später von Judith Hermann.
Ammalie, Geliebte des Pop-Autors Georg von Eiler, ist es leid, den exzessiven Literaten mit Gespielinnen zu teilen. Taxifahrer Stein holt sie eines Abends aus Eilers Berghütte ab. Er ist noch nicht lange Fahrer, vielmehr probiert er einfach eine weitere Beschäftigung aus. Sie passt zu seinen Leben, einem Leben immer unterwegs. Stein besitzt keine Wohnung, keinen festen Wohnsitz. Er schläft mal hier, mal da, um schließlich weiter zu ziehen. Ammalie verheimlicht vor Georg, dass sie sich in Stein verliebt. Stein kauft ein heruntergekommenes Sommerhaus. Nach einer Auseinandersetzung mit Eiler zieht sich Stein mehr und mehr zurück. Schlimmer für ihn ist jedoch, dass Ammalie sich mittlerweile offen über seinen Lebensstil amüsiert und ihn als unmündiges Kind demütigt. Ammalie kehrt zu Eiler zurück. Sie erhält einige Monate später eine Postkarte, aus der sie erfährt, dass das Sommerhaus abgebrannt ist.